# Anna von Viermund
Anna von Viermund (auch von Viermündt, * 1538 in Nordenbeck; † 16. April 1599 ebenda) war Freifrau von Nordenbeck und durch ihre Ehen Gräfin von Waldeck und Freifrau von Winnenberg und Beilstein.

## Familie
Anna war die einzige Tochter des Hermann von Viermund (* 1501; † 1563), Herr von Nordenbeck, bischöflich-paderbornischer Landdrost von Dringenberg, kurkölnischer Amtmann von Medebach, und dessen erster Gattin Theodora (Dieterike) von Büren († 1539), einer Tochter des Amtmanns zu Medebach und Beurn. Ihr Vater war der Sohn des Philipp I. von Viermund. Annas Mutter trat zum protestantischen Bekenntnis über und erzog Anna protestantisch. Die Geschwister und Verwandten ihrer Mutter blieben allerdings katholisch.
Da ein katholischer Stiefbruder ihres Vaters den Familienbesitz für sich gewinnen wollte, ließ er seinen Sohn um die Hand Annas anhalten, wurde aber abgewiesen.

## Leben
Als ihr Vater am 18. März 1563 plötzlich starb, hinterließ er außer seiner ebenbürtigen Tochter Anna aus einer weiteren Ehe einen unebenbürtigen Sohn Adrian von Viermund. Dessen Kinder, sowie die Söhne von Annas ebenfalls inzwischen verstorbenem Onkel Johann von Viermund zu Bladenhorst, Philipp II. († 21. Januar 1584), Arnold († 1592) und Johann der Jüngere († 15. November 1564), waren alle protestantisch. Da nach damaligem Recht nur männliche Angehörige erben konnten, waren diese drei erbberechtigt. Obwohl Anna lediglich ein standesgemäßer Brautschatz zustand, beanspruchte sie sämtliche Güter ihres Vaters. Ihr katholischer Stiefneffe drängte daraufhin erneut auf eine Heirat mit ihr, aber Anna war inzwischen dem protestantischen Grafen Heinrich IX. von Waldeck-Wildungen zur Ehe versprochen worden. Dieser kehrte im November 1563 aus Frankreich zurück, wo er für die dort bedrängten Hugenotten im Ersten Hugenottenkrieg gekämpft hatte. Am 19. Dezember 1563 heirateten Anna und Heinrich schließlich in Korbach.
Daraufhin nutzten ihre Vettern Philipp II., Arnold und Johann ihre Abwesenheit und überfielen und besetzten die Burg Nordenbeck, Annas Familiensitz. Graf Heinrich von Waldeck musste einen Gegenangriff wegen Geldmangels zunächst aufschieben. Beim schließlichen Aufmarsch ging jedoch sein Pferd durch und er starb, am Steigbügel hängend, vor den Augen seiner Frau Anna im Oktober 1577.
Als kinderlose Witwe zog Anna daraufhin in die Gebäude des ehemaligen Klosters Werbe. Sie bat den Landgrafen von Hessen-Kassel um Hilfe, die aber ausblieb. Sie beschritt dann den teuren Rechtsweg und klagte zunächst vor Adelsgerichten durch zwei Instanzen bis zum Prozess vor dem Reichskammergericht in Speyer. Unter Vorsitz von Cuno von Winnenberg und Beilstein urteilte das Reichskammergericht zu ihren Gunsten: Binnen vier Wochen war die Burg Nordenbeck an Anna zurückzugeben und Schadenersatz für die vollen zwei Jahre zu leisten. Die Verfahrenskosten mussten die Beklagten, ihre Vettern, tragen. Als Drohung wirkte ein Aufgebot des Reiches zur Durchsetzung der erlassenen Gerichtsurteile. So gelangte Anna 1580 wieder in ihren Besitz.
Im Jahr 1583 heiratete Anna in zweiter Ehe Cuno von Winnenberg und Beilstein, den Kammergerichtspräsidenten, der zu ihren Gunsten entschieden hatte.
1587 sprach das Reichskammergericht Anna nach Revision auch rückwirkend ab 1563 die Nutzung an den zurückerlangten Erbgütern zu. Der Wert dieser Nutzung wurde auf 125.000 Gulden beziffert. Da ihre Vettern Philipp II. und Arnold diesen Betrag nicht aufbringen konnten, fiel daraufhin der gesamte väterliche Nachlass an Anna.
Anna starb am 16. April 1599 und wurde am 20. April 1599 in der Kirche von Nieder-Ense beigesetzt. Ihr Grabmal hatte sie selbst schon 1594 vom Bildhauer Andreas Herber aus Kassel anfertigen und in der Kirche aufstellen lassen; es ist dort bis heute erhalten.